# Maida Vale (Stradaperta)
Maida Vale è un album Pop - Rock degli Stradaperta pubblicato su etichetta Polygram/Philips nel 1979.
Uscito inizialmente come LP, è stato poi ristampato, in formato CD, nel 2009 e contenuto nel cofanetto Progressive Italia. Gli anni '70 - vol. 2 della Universal Music.

## Tracce (versione LP)

### Lato A
1. Strada principale
2. La luna di febbraio
3. Viaggio a Ixtlan
4. Adesso ho te

### Lato B
1. Maida Vale
2. L'ultimo autobus
3. William Wilson
4. Karen

## Tracce (versione CD)
1. Strada principale
2. La luna di febbraio
3. Viaggio a Ixtlan
4. Adesso ho te
5. Maida Vale
6. L'ultimo autobus
7. William Wilson
8. Karen